# Marco Simiani
Marco Simiani (n. 25 aprilie 1970, Pisa, Toscana, Italia) este un politician italian, membru al Camerei Deputaților din 13 octombrie 2022.